# La legión (novela)
La Legión (Título original: The Legion) es el décimo libro de la serie Águila, de Simon Scarrow. Esta saga narra las peripecias de dos legionarios, Cato y Macro, en las legiones del Imperio Romano a mediados del siglo I d. C.

## Argumento
El prefecto Cato y el centurión Macro, al mando de varios buques de guerra romanos, continúan con la misión de capturar al ex gladiador Áyax que asola las costas egipcias con su banda de rebeldes. Tras varios sangrientos encontronazos, las tropas romanas consiguen destruir gran parte de las fuerzas de Áyax, pero éste consigue escapar en el último momento ante la desesperación de los dos amigos.
Cato y Macro desean continuar con la persecución de su viejo enemigo, pero el gobernador de Egipto, Petronio, les obliga a incorporarse como oficiales a la Vigesimosegunda legión, que está preparándose para hacer frente a una invasión por parte del ejército nubio al mando del príncipe Talmis.
Al llegar a su nuevo destino, Cato como Tribuno Superior y Macro como Primer Centurión, descubrirán que la Vigesimosegunda lleva demasiado tiempo sin entrar en combate por lo que se ha convertido en una legión desentrenada y poco profesional. Los dos veteranos oficiales deberán utilizar todos sus recursos, su dilatada experiencia y sus conocimientos militares para devolver a las tropas romanas el nivel militar que les corresponde lidiando además con un superior, el legado Aurelio, que no está a la altura de su rango.
La misión se complicará más si cabe cuando Cato y Macro descubran que Áyax y sus hombres se han unido al ejército nubio y cuando, tras la muerte de Aurelio, Cato tenga que ponerse al mando del ejército romano.